# ヴィル・デ・パリス (戦列艦)
|          | |
| 艦歴     | |
| 発注:    | 1788年5月25日 |
| 建造:    | チャタム工廠 |
| 起工:    | 1789年7月1日 |
| 進水:    | 1795年7月17日 |
| その後:  | 1845年解体 |
| 性能諸元 | |
| クラス:  | 110門1等戦列艦 |
| 全長:    | 砲列甲板：190ft (58m) |
| 全幅:    | 53ft (16m) |
| 喫水:    | 22ft 4in (6.8m) |
| 機関:    | 帆走（3本マストシップ） |
| 兵装:    | 110門： 上砲列：18ポンド（8kg）砲32門 中砲列：24ポンド（11kg）砲30門 下砲列：32ポンド（15kg）砲30門 後甲板：12ポンド（5kg）砲14門 艦首楼：12ポンド（5kg）砲4門 |

ヴィル・デ・パリス(HMS Ville de Paris)はイギリス海軍の110門1等戦列艦。1795年7月17日にチャタム工廠で進水した。設計はジョン・ヘンスローで、同型艦はない。艦名はフランス海軍の戦列艦ヴィル・ド・パリに由来している。この艦はアメリカ独立戦争時のフランソワ・ド・グラス提督の旗艦であったが、1782年4月のセインツの海戦でイギリスの手に渡り、その年9月のハリケーンで沈没した。
ヴィル・デ・パリスは海峡艦隊のジョン・ジャーヴィス提督の旗艦として使用された。地中海マオン港沖でカスバート・コリングウッド提督が癌で死亡したのもヴィル・デ・パリス艦上でのことである。
ヴィル・デ・パリスは1824年から港湾配備となり、1845年に解体された。